# Symphyotrichum prenanthoides
Symphyotrichum prenanthoides là một loài thực vật có hoa trong họ Cúc. Loài này được (Muhl. ex Willd.) G.L.Nesom miêu tả khoa học đầu tiên năm 1995.